# Björn på Högen

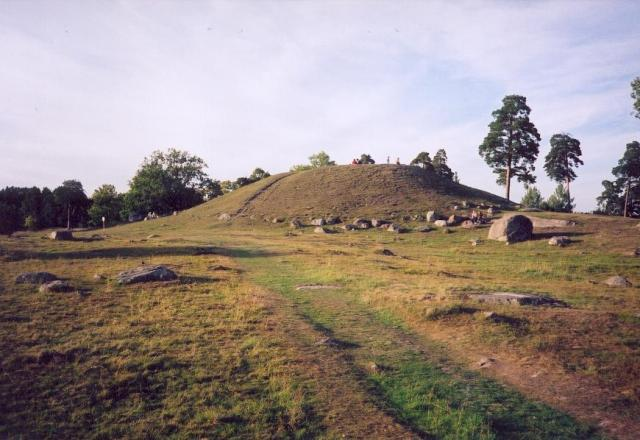
Hågahögen, också kallad Kung Björns hög, söder om Flogsta, Uppsala.

Björn på Högen var enligt Hervarar saga son till Erik Björnsson och regerade i Svitjod tillsammans med sin bror Anund Uppsale. Försök har gjorts att identifiera honom med den kung Björn som förekommer i Vita Anskarii.
Han kallas ibland Björn på Håga, med ett epitet stammande från Olof Rudbeck d.ä., som menade att han skulle ligga begravd i Hågahögen, där han även skulle ha haft sin kungsgård. Vid utgrävningen 1902 visade det sig dock att Hågahögen är en grav från bronsåldern, och inte kan vara kung Björns grav.
Snorre Sturlasson citerar flera kväden som diktats av en Brage Boddason. Brage ska ha varit hovskald, och speciellt hos Björn på Högen (detta omnämns även i Hervarar saga). Björns hovskald skall vara den förste skald som nämns vid namn, och han lär ha komponerat Ragnarsdrapa till minne av Björns förfader Ragnar Lodbrok.